# Vi Dịch
Vi Dịch (Trung Quốc: 韦奕; bính âm: Wéi Yì; sinh ngày 2 tháng 6 năm 1999) là một đại kiện tướng và thần đồng cờ vua người Trung Quốc.
Vi Dịch trở thành đại kiện tướng ở tuổi 13, 8 tháng 23 ngày, là người trẻ thứ tư đạt danh hiệu này trong lịch sử cờ vua. Cậu là kỳ thủ trẻ nhất có ELO vượt mức 2700 của FIDE.
Vi đại diện cho Câu lạc bộ Giang Tô tham dự giải Giải cờ vua đồng đội Trung Quốc.

## Sự nghiệp

### Những năm đầu
Năm 2007, Vi thi đấu giải Vô địch Cờ vua Trung Quốc bảng B khi chỉ mới 8 tuổi, đánh dấu bằng một ván hoà với Đại kiện tướng Chu Kiện Siêu.
Năm 2009, Vi giành ngôi đầu U11 giải Vô địch cờ vua trường học thế giới, tổ chức tại Thessaloniki, Hy Lạp.

Đến năm 2010, cậu vô địch lứa tuổi U12 ở giải Cờ vua trẻ châu Á và tiếp sau đó là giải Cờ vua trẻ Thế giới.

### Năm 2012
Tháng 8/2012, Vi đạt chuẩn Đại kiện tướng đầu tiên khi tham dự giải World Junior Chess Championship, trong đó có một ván thắng Richárd Rapport và một ván hoà với nhà vô địch giải đấu này, Alexander Ipatov. Giải này mở ra cho các kỳ thủ dưới 20 tuổi, khi đó Vi chỉ mới 12.
Tháng 10/2012, Vi đạt thêm chuẩn thứ hai ở giải Indonesian Open Chess Championship, với các trận thắng khi đấu với Michal Krasenkow và Sergey Fedorchuk.

### Năm 2013
Tháng 2/2013, Vi bảo vệ vững chắc chuẩn Đại kiện tướng cuối cùng khi kết thúc ở vị trí thứ 6 giải Reykjavik Open với 7½/10 điểm, với một chiến thắng bất ngờ trước Nhà vô địch nước Pháp, Maxime Vachier-Lagrave.
Tháng 8, Vi lần đầu tiên xuất hiện ở FIDE World Cup. Vi đánh bại Ian Nepomniachtchi ở vòng đầu tiên và Alexei Shirov ở vòng hai, sau đó để thua Shakhriyar Mamedyarov ở vòng 3 khi cầm quân đen.
Trên bảng xếp hạng ELO của FIDE vào tháng 11, Vi đạt được 2604 điểm khi mới 14 tuổi 5 tháng, do đó trở thành kỳ thủ trẻ tuổi nhất trong lịch sử đạt được mốc 2600+, phá vỡ kỳ lục trước đó của Wesley So.

### Năm 2014
Tháng 6, Vi thắng giải cờ nhanh Magistral de León Rapid Tournament với chiến thắng trước Francisco Vallejo Pons ở trận cuối cùng.
Tháng 8, Vi giúp Trung Quốc giành huy chương vàng giải Olympiad cờ vua lần thứ 41 với tư cách dự bị, nhưng ghi được 4/5 điểm.
Tháng 8, Vi đứng vị trí Á quân Giải cờ vua thanh niên thế giới, sau Lô Thượng Lỗi.